# Liste der Kulturdenkmäler in Salzburg (Westerwald)
In der Liste der Kulturdenkmäler in Salzburg sind alle Kulturdenkmäler der rheinland-pfälzischen Ortsgemeinde Salzburg aufgeführt. Grundlage ist die Denkmalliste des Landes Rheinland-Pfalz (Stand: 21. Dezember 2021).

## Einzeldenkmäler
| Bezeichnung | Lage                                                           | Baujahr                            | Beschreibung                                                   | Bild                           |
| ----------- | -------------------------------------------------------------- | ---------------------------------- | -------------------------------------------------------------- | ------------------------------ |
| Brunnen     | Köln-Leipziger-Straße, Abzweigung Brunnen- und Poststraße Lage | zweite Hälfte des 19. Jahrhunderts | gusseiserner Laufbrunnen, zweite Hälfte des 19. Jahrhunderts   | weitere Bilder Fotos hochladen |
| Brunnen     | Köln-Leipziger-Straße, Abzweigung Waldstraße Lage              | zweite Hälfte des 19. Jahrhunderts | gusseiserner Laufbrunnen, zweite Hälfte des 19. Jahrhunderts   | weitere Bilder Fotos hochladen |
| Quereinhaus | Poststraße 1 Lage                                              | frühes 19. Jahrhundert             | Fachwerk-Quereinhaus, teilweise massiv, frühes 19. Jahrhundert | weitere Bilder Fotos hochladen |